# Купи, позич, укради
«Купи, позич, вкради» — фільм 2008 року.

## Зміст
Лікар Джорджії, Скотт, повідомив їй неприємну новину про те, що наступний цикл — останній, коли вона зможе завести дитину. Її партнер Зак не надто хоче мати нащадків. Тоді Джорджія кидає його і гарячково починає пошуки нового батька для її дитини. Та Зак не перестає сподіватися, що його кохана одумається.